# Kit Connor
Kit Sebastian Connor (sinh ngày 8 tháng 3 năm 2004) là một diễn viên người Anh. Anh trở nên nổi tiếng với vai diễn học sinh trung học Nick Nelson trong loạt phim truyền hình tuổi teen Trái tim ngừng nhịp (2022–nay) của Netflix. Anh là người đầu tiên giành Giải Emmy thiếu nhi và gia đình cho diễn viên chính xuất sắc nhất nhờ vai diễn này.
Connor tham gia các bộ phim Get Santa (2014), Rocketman (2019) và Little Joe (2019), có một vai thường xuyên trong loạt phim Rocket's Island (2014–2015) của CBBC và lồng tiếng trong loạt phim His Dark Materials (2019–2022) và bộ phim Robot hoang dã (2024). Anh đóng vai chính trong vở kịch chuyển thể Romeo + Juliet tại sân khấu Broadway (2024) và bộ phim Warfare (2025).

## Tiểu sử
Kit Sebastian Connor sinh ra tại Quận Croydon, Nam Luân Đôn. Bố mẹ anh, Richard và Caroline, làm việc trong ngành quảng cáo. Anh có hai anh chị. Connor đến từ Purley và theo học Trường tiểu học Hayes ở Kenley và Trường Whitgift ở Nam Croydon.

## Sự nghiệp
Connor xuất hiện trên màn ảnh khi mới tám tuổi với một vai nhỏ trong loạt phim truyền hình Chickens trên Sky One, bộ phim truyền hình An Adventure in Space and Time và bộ phim truyền hình dài tập Casualty. Năm 2014, anh đóng vai Tom Anderson trong bộ phim hài Get Santa và vai diễn thường xuyên Archie Beckles trong loạt phim Rocket's Island của CBBC.
Connor đóng vai Petya Rostov thời trẻ trong chương trình ngắn tập War & Peace và vai Bob Sheehan trong chương trình ngắn tập SS-GB. Anh lần đầu tiên thủ vai kịch trong vở kịch Welcome Home, Captain Fox! tại nhà hát Donmar Warehouse. Năm 2018, Connor tham gia các bộ phim The Mercy, The Guernsey Literary and Potato Peel Pie Society, Slaughterhouse Rulez và bộ phim truyền hình BBC One Grandpa's Great Escape. Anh đóng vai Alexander trong vở kịch Fanny & Alexander tại nhà hát The Old Vic.
Năm 2019, Connor vào vai Elton John thời niên thiếu trong bộ phim ca nhạc Rocketman và vai Joe Woodard trong bộ phim truyền hình Little Joe. Trong cùng năm, anh bắt đầu lồng tiếng cho vai Pantalaimon trong loạt phim giả tưởng His Dark Materials của BBC One và HBO. Tháng 4 năm 2021, Connor được thông báo sẽ đóng cặp với Joe Locke trong loạt phim Trái tim ngừng nhịp của Netflix, một tác phẩm chuyển thể từ tiểu thuyết đồ họa cùng tên của Alice Oseman. Ban đầu anh thử vai Charlie nhưng cuối cùng được chọn vào vai Nick Nelson.
Năm 2024, Connor tham gia lồng tiếng cho bộ phim hoạt hình Robot hoang dã của DreamWorks Animation, một bộ phim chuyển thể từ tiểu thuyết cùng tên của Peter Brown. Anh ra mắt trên sân khấu Broadway với vai cặp Romeo cùng với Rachel Zegler trong vở nhạc kịch chuyển thể Romeo + Juliet do Sam Gold đạo diễn với phần âm nhạc của Jack Antonoff.
Năm 2025, Connor xuất hiện trong Warfare, một bộ phim chiến tranh của A24 do Alex Garland và Ray Mendoza viết kịch bản, đạo diễn. Tháng 4 năm 2025, Connor được thông báo sẽ đóng vai chính kiêm giám đốc sản xuất trong một bộ phim điện ảnh kết thúc Trái tim ngừng nhịp. Tháng 5 năm 2025, Connor được thông báo sẽ đóng cùng Will Poulter và Manu Rios trong bộ phim kinh dị Rapture. Connor cũng sẽ đóng vai chính trong bộ phim A Cuban Girl's Guide to Tea and Tomorrow, chuyển thể từ tiểu thuyết cùng tên của Laura Taylor Namey. Anh sẽ đóng vai chính trong bộ phim kinh dị bí ẩn One of Us.

## Đời tư

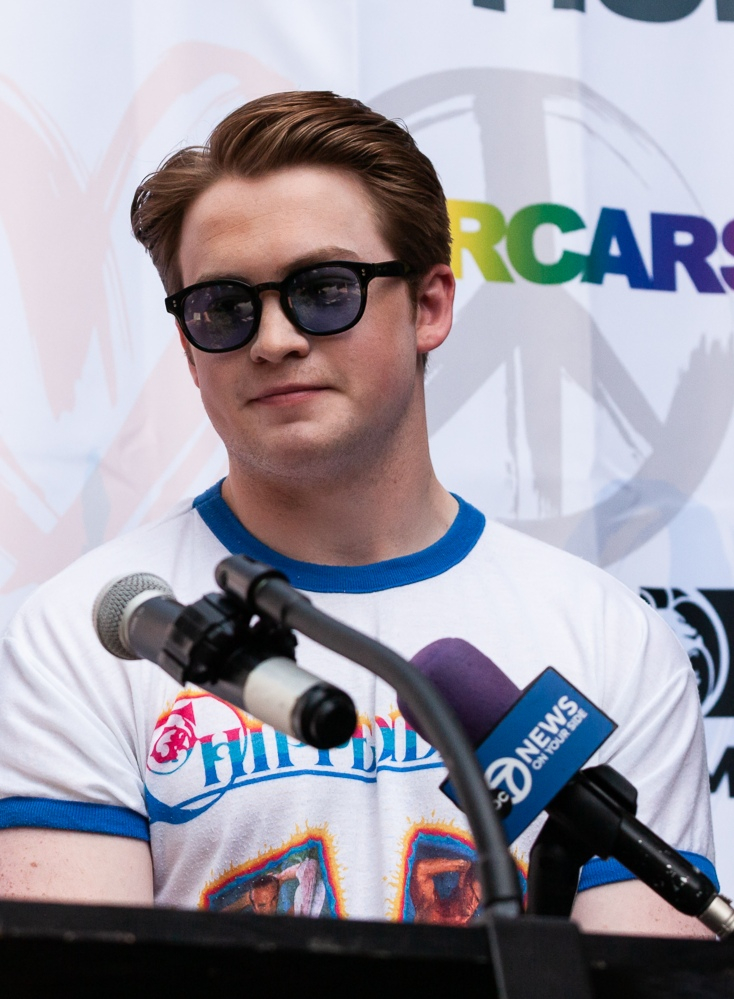
Connor tại Capital Pride Parade vào năm 2023

Tháng 10 năm 2022, Connor công khai mình là người song tính luyến ái. Connor từng phản đối những đồn đoán về xu hướng tình dục của mình. Anh ngừng sử dụng Twitter vào tháng 9 do bị quấy rối và cáo buộc sử dụng nội dung LGBTQ+ để thu hút sự chú ý sau khi anh bị chụp ảnh nắm tay nữ diễn viên Maia Reficco. Connor cho rằng người hâm mộ đã ép anh phải công khai xu hướng tính dục và hiểu sai thông điệp của loạt phim truyền hình Trái tim ngừng nhịp. Tác giả Trái tim ngừng nhịp Alice Oseman, các bạn diễn Joe Locke, Sebastian Croft, Kizzy Edgell và Olivia Colman, nhà báo Mark Harris và Nghị sĩ Công đảng Anh Nadia Whittome đã động viên, ủng hộ Connor.

## Danh sách tác phẩm

### Phim
| Năm  | Tên                                               | Vai diễn           | Ghi chú    | Nguồn         |
| ---- | ------------------------------------------------- | ------------------ | ---------- | ------------- |
| 2014 | Get Santa                                         | Tom Anderson       |            | [ 10 ] [ 41 ] |
| 2015 | Mr. Holmes                                        | Boy                |            | [ 42 ]        |
| 2017 | The Mercy                                         | Simon Crowhurst    |            | [ 15 ] [ 43 ] |
| 2018 | The Guernsey Literary and Potato Peel Pie Society | Eli Ramsey         |            | [ 16 ]        |
| 2018 | Ready Player One: Đấu trường ảo                   | Reb kid            |            | [ 44 ]        |
| 2018 | Slaughterhouse Rulez                              | Wootton            |            | [ 17 ]        |
| 2019 | Little Joe                                        | Joe Woodard        |            | [ 21 ]        |
| 2019 | Rocketman                                         | Elton John lúc trẻ |            | [ 20 ]        |
| 2024 | Robot hoang dã                                    | Brightbill         | Lồng tiếng | [ 26 ]        |
| 2025 | Warfare                                           | Tommy              |            | [ 28 ]        |
| CTB  | A Cuban Girl's Guide to Tea and Tomorrow          | Orion Maxwell      |            | [ 31 ] [ 45 ] |
| CTB  | One Of Us                                         | Youngest           |            | [ 32 ]        |

### Truyền hình
| Năm       | Tên                            | Vai diễn             | Ghi chú                                                      | Nguồn         |
| --------- | ------------------------------ | -------------------- | ------------------------------------------------------------ | ------------- |
| 2013      | An Adventure in Space and Time | Charlie              | Phim truyền hình                                             |               |
| 2013      | Casualty                       | Barnaby Lee          | Tập: "Away in a Manger"                                      | [ 9 ]         |
| 2013      | Chickens                       | Clem                 | Tập: "Episode Six"                                           | [ 8 ]         |
| 2014–2015 | Rocket's Island                | Archie Beckles       | Recurring role (season 2), Main role (season 3); 18 episodes | [ 11 ]        |
| 2015      | The Frankenstein Chronicles    | Joey                 | Tập: "A World Without God"                                   | [ 46 ]        |
| 2016      | Grantchester                   | Charlie Jones        | Tập: "Episode 5"                                             | [ 47 ]        |
| 2016      | War & Peace                    | Petya Rostov lúc trẻ | Recurring role; 3 tập                                        | [ 12 ]        |
| 2017      | SS-GB                          | Bob Sheenan          | Miniseries; 3 tập                                            | [ 13 ]        |
| 2018      | Grandpa's Great Escape         | Jack                 | Phim truyền hình                                             | [ 18 ]        |
| 2019–2022 | His Dark Materials             | Pantalaimon          | Lồng tiếng; 22 tập                                           | [ 22 ] [ 23 ] |
| 2022–2024 | Trái tim ngừng nhịp            | Nick Nelson          | Vai chính; 24 tập                                            | [ 48 ] [ 49 ] |

### Kịch
| Năm       | Tên                        | Vai diễn         | Địa điểm                               | Nguồn  |
| --------- | -------------------------- | ---------------- | -------------------------------------- | ------ |
| 2016      | Welcome Home, Captain Fox! | Small Boy        | Donmar Warehouse, Luân Đôn             | [ 50 ] |
| 2018      | Fanny & Alexander          | Alexander Ekdahl | The Old Vic, Luân Đôn                  | [ 51 ] |
| 2024–2025 | Romeo + Juliet             | Romeo            | Circle in the Square Theatre, Broadway | [ 52 ] |

### Trò chơi video
| Năm  | Tên                    | Vai                     | Nhà phát triển | Nguồn  |
| ---- | ---------------------- | ----------------------- | -------------- | ------ |
| 2017 | Blackwood Crossing     | Finn (giọng tiếng Anh)  | PaperSeven     | [ 53 ] |
| 2020 | Dreams                 | Foxy (giọng tiếng Anh)  | Media Molecule | [ 54 ] |
| 2022 | A Plague Tale: Requiem | Lucas (giọng tiếng Anh) | Asobo Studio   | [ 55 ] |

## Đề cử và giải thưởng
| Giải thưởng                               | Năm  | Hạng mục                                                               | Đề cử               | Kết quả      | Nguồn  |
| ----------------------------------------- | ---- | ---------------------------------------------------------------------- | ------------------- | ------------ | ------ |
| Giải Annie                                | 2025 | Lồng tiếng xuất sắc nhất trong một phim hoạt hình                      | Robot hoang dã      | Đề cử        | [ 56 ] |
| Giải Khán giả Broadway.com                | 2025 | Nam diễn viên chính ưa thích trong một vở kịch                         | Romeo + Juliet      | Đoạt giải    | [ 57 ] |
| Giải Khán giả Broadway.com                | 2025 | Favorite Onstage Pair                                                  | Romeo + Juliet      | Đề cử        | [ 57 ] |
| Giải Khán giả Broadway.com                | 2025 | Favorite Breakthrough Performance (Male)                               | Romeo + Juliet      | Đoạt giải    | [ 57 ] |
| Giải Khán giả Broadway.com                | 2025 | Diễn viên chính của năm trong một vở kịch                              | Romeo + Juliet      | Đoạt giải    | [ 57 ] |
| Giải Emmy trẻ em và gia đình              | 2022 | Outstanding Lead Performance                                           | Trái tim ngừng nhịp | Đoạt giải    | [ 58 ] |
| Giải Dorian                               | 2022 | Best TV Performance                                                    | Trái tim ngừng nhịp | Đề cử        | [ 59 ] |
| Giải Dorian                               | 2025 | Outstanding Lead Performance in a Broadway Play                        | Romeo + Juliet      | Chưa công bố | [ 60 ] |
| Drama League Awards                       | 2025 | Distinguished Performance                                              | Romeo + Juliet      | Đề cử        | [ 61 ] |
| Giải thưởng Âm nhạc iHeartRadio           | 2025 | Favorite Broadway Debut                                                | Romeo + Juliet      | Đề cử        | [ 62 ] |
| Hiệp hội phê bình phim Las Vegas          | 2024 | Best Youth Performance – Male (under 21)                               | Robot hoang dã      | Đề cử        | [ 63 ] |
| Giải thưởng Truyền hình Quốc gia          | 2022 | Rising Star                                                            | Trái tim ngừng nhịp | Đề cử        | [ 64 ] |
| Outer Critics Circle Awards               | 2025 | Diễn viên chính xuất sắc nhất trong một vở kịch Broadway               | Romeo + Juliet      | Đề cử        | [ 65 ] |
| Giải Queerty                              | 2023 | Closet Door Bustdown                                                   | Bản thân            | Đề cử        | [ 66 ] |
| Giải Queerty                              | 2024 | TV Performance                                                         | Trái tim ngừng nhịp | Đoạt giải    | [ 67 ] |
| Royal Television Society Programme Awards | 2023 | Nam diễn viên chính xuất sắc nhất                                      | Trái tim ngừng nhịp | Đoạt giải    | [ 68 ] |
| Theatre World Award                       | 2025 | Outstanding Debut Performance in a Broadway or Off-Broadway Production | Romeo + Juliet      | Đoạt giải    | [ 69 ] |
| TV Choice Awards                          | 2024 | Nam diễn viên chính xuất sắc nhất                                      | Trái tim ngừng nhịp | Đề cử        | [ 70 ] |